# Макарівський замок
Макарівський замок — зруйнований замок XVI—XVIII століття в смт. Макарові Київської області.

## Археологічні дані
Перший етап будування — кінець XVI століття, останній — XVIII ст.
«Макаров, п.г.т. Киевская обл. Близ пос, на мысу прав. бер. р. Здвиж, городище. Округлая (диам. 80 м) в плане площадка поселения с напольной стороны укреплена рвом (шир. 20 м, глуб. 6 м). Ранее, по-видимому, по периметру городища шел вал, ныне уничтоженный. На склонах городища и участке примыкающего к нему берегового плато встречаются обломки древнерусской (XII—XIII вв.) гончарной керамики и материалы XVII в. На месте древнерусского городища в XVI—XVII вв. существовал замок. По-видимому, это поселение является остатками древнерусского Здвижденя, впервые упомянутого в летописи под 1097 г.»

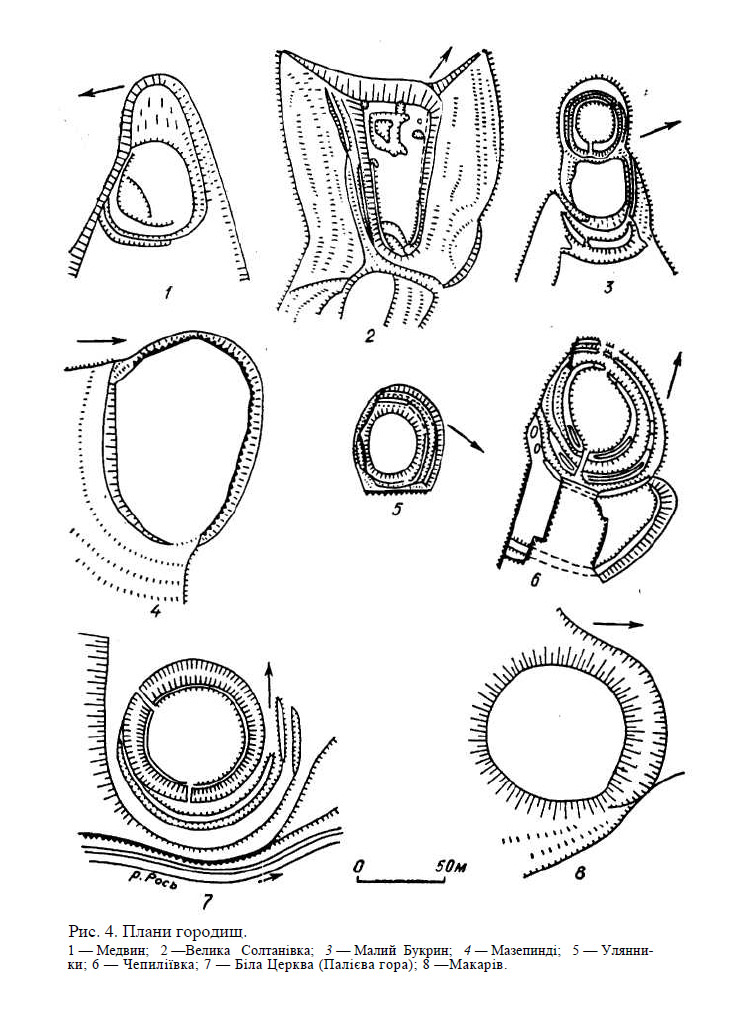
Рис. 3

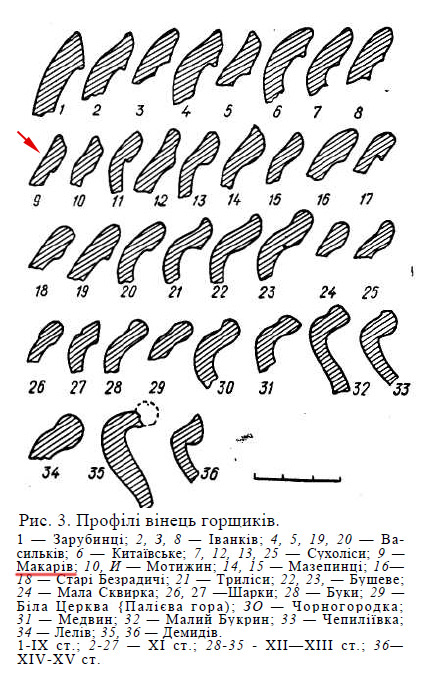
Рис. 4

«Макарів, райцентр. Городище на мисі правого берега р. Здвиж, майже округле, діаметром 80 м (рис. 4, 8). З напільного боку відмежоване досить потужним ровом шириною 20 м, глибиною 5—6 м. Таку саму висоту (5—6 м) мають схили мису і з боку річки. Площадка городища на 1,5—2 м підноситься над рівнем поверхні з напільного боку перед ровом. Вал по периметру відсутній, очевидно зруйнований. Городище забудоване. На його схилах та на досить значній площі на захід у відслоненнях дернового шару трапляються уламки вінець посудин XI ст. (рис. 3, 4) і поодинокі уламки стінок, очевидно, XII—XIII ст. На городищі трапляються також знахідки XVII ст., що свідчить про існування на ньому укріплення за часів пізнього середньовіччя»
«Цей давній замок, оточений валами та ровами з розвалинами та фундаментами від кам'яних будівель, тривалий час стояв непорушно. Кам'яні льохи і підземелля, що слугували, очевидно, для зберігання харчів і напоїв, були розібрані лише в останні роки XIX ст., придатну цеглу використали для будівництва церкви»

Довідка з книги Яна Лешека Адамчика «Fortyfikacje stałe na polskim przedmurzu od połowy XV do końca XVII wieku» (2004):
"Osada nad Zdwiżem niedaleko Kijowa, pierwotnie nosiła nazwę Woronin. W końcu XVI w. jej właści-ćei Mikołaj Makarewicz zbudował tu mały zamek ołoczony palisadą i wałami, których relikty były widoczne jeszcze w końcu XIX w. W dokumencie z 1617 r. wspomniane jest «miasteczko s zamek Woronin zwany Makarew» (ŹD. T. XXI).

## Історія
Микола Макаревич наприкінці XVI ст. будує в Макарові, на березі річки Здвиж замок. Фортечні стіни оточують рови з водою, земляні вали, по верху яких — дерев'яний частокіл. Потрапити до фортеці можна було через кілька укріплених воріт, Макарівський замок став однією з найміцніших фортець на Поліссі. Тут місцеві феодали ховалися від гніву повсталих селян, звідси робили напади на своїх сусідів. Особливо «прославився» розбоями і грабежами польський коронний стражник Самуїл Лащ, який деякий час володів Макаровом. Його жовніри катували селян, виривали козакам бороди, запрягали їх у плуги.
У 1672 р. до Макарова вступило польське військо на чолі з полковником Яном Пивом. Вулиці села були залиті кров'ю, багато жителів було ув'язнено, а їх оселі — розгромлено. Київський сотник Федір Ляшко в березні того року повідомляв київського полковника Якова Дмитрієвича, що «ляхи з Макарова людей постинали и, много зла починивши, знову до Макарова увійшли». Загарбники, отаборившись у замку, чинили набіги на сусідні села, нападали на землі, що належали Росії, доходили навіть до Києва, про що 15 червня 1672 р. цар Олексій Михайлович повідомляв польського короля.
Після вигасання роду Макаревичів Макарів деякий час належав Марії Радзівіл. На початку XVIII ст. село стало власністю одного з найбільших магнатів Правобережжя князя Любомирського, якому належало в Україні понад 30 міст і 738 сіл. Побоюючись масових втеч селян у російські володіння, польські феодали і в порубіжних землях змушені були дещо послабити експлуатацію. У першій половині XVIII ст. панщина становила тут 2 дні на тиждень. Але минав час — і поміщицький визиск зростав. Селян змушували відбувати по кілька толок на рік, виходити на заорки й оборки, закоски й обкоски, зажинки й обжинки, мочити коноплі, тіпати прядиво, лагодити замок тощо.

Посилення гніту штовхало селян Макарова на нові виступи проти визискувачів. У 1768 р., під час Коліївщини, гайдамацький загін під проводом Івана Бондаренка зайняв Макарів і вигнав шляхту й орендарів, зруйнував замок, греко-католицьку церкву і костел. Новий власник містечка ксьондз К. Росцішевський разом з надвірною міліцією залишив замок і втік до Олевська.

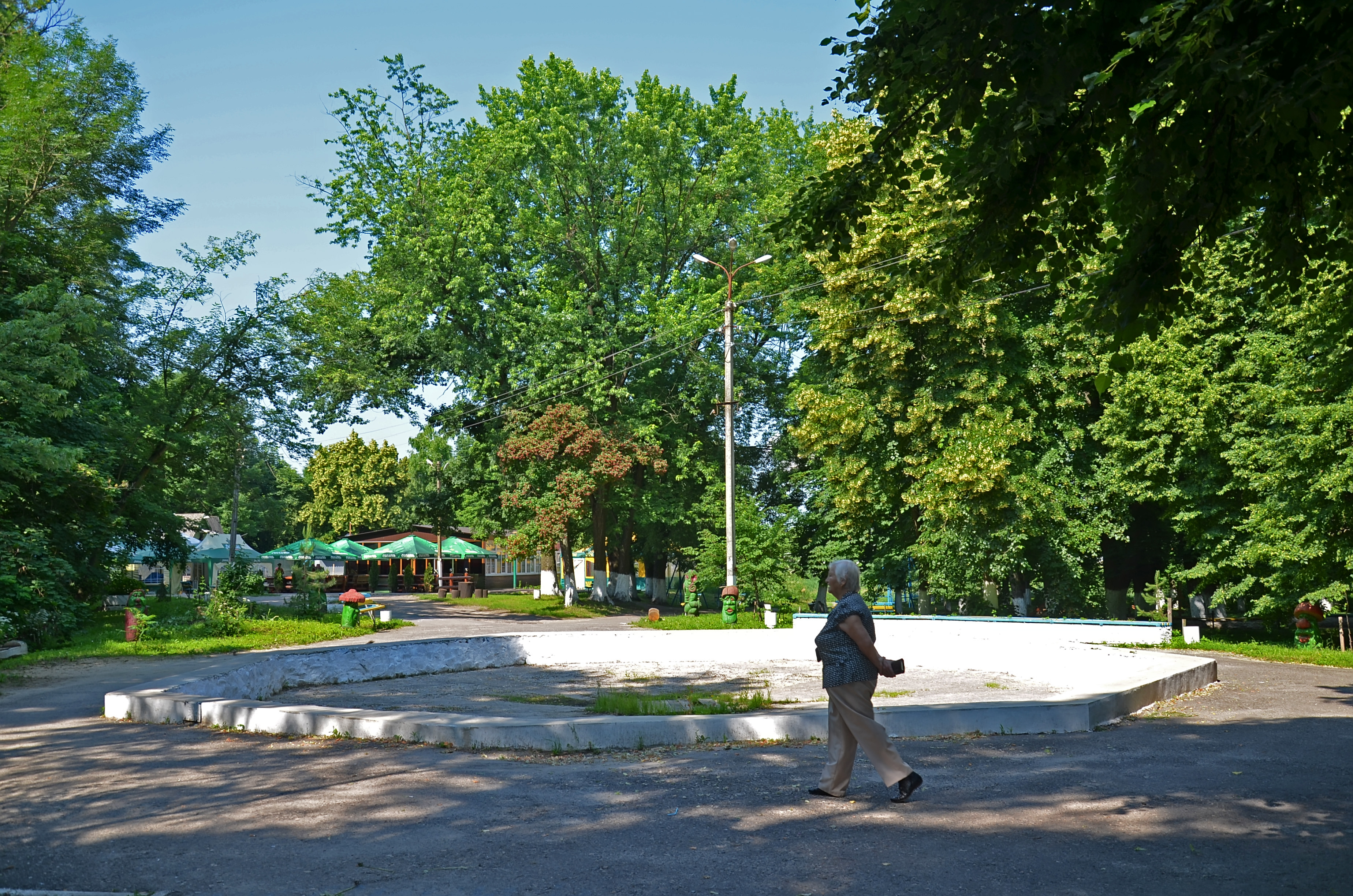
Парк на місці колишнього замку

У перші дні окупації фашисти розстріляли в парку над Здвижем понад 300 мирних жителів і захоплених у полон воїнів. Відразу ж розпочалася боротьба проти німецьких окупантів. У березні 1942 року в Макарові було створено підпільну організацію, на чолі якої став А. Г. Лопата.